# Беттенвиллер
Беттенвилле́р (фр. Bettainvillers) — коммуна во французском департаменте Мёрт и Мозель, региона Лотарингия. Относится к  кантону Одюн-ле-Роман.	

## География
Беттенвиллер расположен в 29 км к северо-западу от Меца. Соседние коммуны: Тюккенье на севере, Мансьель на юго-западе, Мери-Менвиль на западе.

## Демография
Население коммуны на 2010 год составляло 240 человек.
| 1962 | 1968 | 1975 | 1982 | 1990 | 1999 | 2010 |
| ---- | ---- | ---- | ---- | ---- | ---- | ---- |
| 220  | 209  | 184  | 187  | 156  | 155  | 240  |